# Puchar CEMAC
Puchar CEMAC (ang. CEMAC Cup) – turniej piłkarski w Afryce organizowany przez UNIFFAC dla państw Wspólnoty Gospodarczej i Walutowej Afryki Środkowej (CEMAC) (fr. Communauté Economique et Monétaire de l'Afrique Centrale). Biorą w nich udział drużyny narodowe Afryki Środkowej (Kongo, Czad, Gwinea Równikowa, Kamerun, Gabon oraz Republika Środkowoafrykańska).
Ponieważ lokalne ligi w tych sześciu krajach są na poziomie amatorskim, nie było profesjonalnej konkurencji. Jednak jest to dobra wystawa dla skautów, którzy szukają nowe talenty dla europejskich klubów.
Wcześniej państwa te rozgrywały też Puchar UDEAC (7 edycji w latach 1984-1990). Po ponad dziesięciu latach, te same kraje, postanowili odnowić turniej pod inną nazwą Puchar CEMAC.

## Puchar CECAFA

### Poprzedni zwycięzcy
| Rok            | Gospodarz                    | Finał                        | Finał           | Finał                        | Mecz o 3. miejsce            | Mecz o 3. miejsce | Mecz o 3. miejsce            |
| Rok            | Gospodarz                    | Mistrz                       | Wynik           | 2. miejsce                   | 3. miejsce                   | Wynik             | 4. miejsce                   |
| -------------- | ---------------------------- | ---------------------------- | --------------- | ---------------------------- | ---------------------------- | ----------------- | ---------------------------- |
| 2003 Szczegóły | Kongo                        | Kamerun                      | 3:2             | Republika Środkowoafrykańska | Kongo                        | 1:0               | Gabon                        |
| 2005 Szczegóły | Gabon                        | Kamerun                      | 1:0             | Czad                         | Gabon                        | 2:1               | Kongo                        |
| 2006 Szczegóły | Gwinea Równikowa             | Gwinea Równikowa             | 1:1 (4:2) karne | Kamerun                      | Gabon                        | 2:2 (7:6) karne   | Czad                         |
| 2007 Szczegóły | Czad                         | Kongo                        | 1:0             | Gabon                        | Czad                         | 1:0               | Republika Środkowoafrykańska |
| 2008 Szczegóły | Kamerun                      | Kamerun                      | 3:0             | Kongo                        | Republika Środkowoafrykańska | 2:0               | Czad                         |
| 2009 Szczegóły | Republika Środkowoafrykańska | Republika Środkowoafrykańska | 3:0             | Gwinea Równikowa             | Czad                         | 2:1               | Gabon                        |
| 2010 Szczegóły | Kongo                        | Kongo                        | 1:1 (9:8) karne | Kamerun                      | Republika Środkowoafrykańska | 3:2               | Czad                         |
| 2013 Szczegóły | Gabon                        | Gabon                        | 2:0             | Republika Środkowoafrykańska | Kongo                        | 3:2               | Kamerun                      |
| 2014 Szczegóły | Gwinea Równikowa             | Czad                         | 3:2             | Kongo                        | Kamerun                      | 0:0 (7:6) karne   | Gwinea Równikowa             |

### Zwycięzcy
| Zwycięstwa | Kraj                         | Rok (Lata)       |
| ---------- | ---------------------------- | ---------------- |
| 3          | Kamerun                      | 2003, 2005, 2008 |
| 2          | Kongo                        | 2007, 2010       |
| 1          | Gwinea Równikowa             | 2006             |
| 1          | Republika Środkowoafrykańska | 2009             |
| 1          | Gabon                        | 2013             |
| 1          | Czad                         | 2014             |